# Ectopopterys soejartoi
Ectopopterys soejartoi är en tvåhjärtbladig växtart som beskrevs av W.R. Anderson. Ectopopterys soejartoi ingår i släktet Ectopopterys och familjen Malpighiaceae. Inga underarter finns listade i Catalogue of Life.